# 잠비아의 역사
잠비아의 역사는 1964년 10월 24일 영국으로부터 독립할 때까지 많은 단계를 경험했다. 북로디지아는 1888년에 오늘날의 잠비아 지역에 영국의 영향권이 되었고, 1924년에 공식적으로 영국의 보호령으로 선포되었다. 여러 해에 걸친 합병 제안 후, 남로디지아, 북로디지아, 니아살랜드는 영국 로디지아 니아살랜드 연방에 합병되었다.
1960년, 영국의 총리 해럴드 맥밀런은 아프리카의 식민지 지배의 시대가 끝나가고 있다고 선언했다. 결국 1963년 12월 연방이 해체되고 1964년 10월 24일 북로디지아에서 잠비아 공화국이 성립되었다.

## 역사

### 선사 시대
잠베지강과 칼람보 폭포의 고고학적 발굴 작업은 일련의 인류 문화를 보여준다. 특히 칼람보 폭포 근처의 고대 캠핑장 도구는 3만 6천년 전으로 거슬러 올라간다.
기원전 30만 년에서 12만 5천 년 사이의 브레이큰 힐 맨의 화석 유적은 이 지역에 초기 인류가 살았다는 것을 보여준다.

### 코이산족 및 트와족
현대의 잠비아 지역은 300년 경에 반투족이 이 지역에 정착하기 시작할 때까지 코이산족과 트와족이 거주한 것으로 알려져 있다. 코이산족은 동아프리카에서 기원하여 약 15만년 전에 남쪽으로 퍼진 것으로 여겨진다. 트와족은 두 집단으로 나뉘었는데, 하나는 카프웨 트와족이 카푸에 평지 주변에 살고 있었고, 다른 하나는 루캉가 트와족이 루캉가 습지 주변에 살고 있었다. 음벨라 암각화, 뭄바 동굴, 나치쿠푸 동굴과 같은 잠비아의 많은 고대 암각화들은 이러한 초기 수렵 채집 집단들에 기인한다. 코이산족과 특히 트와족은 중앙아프리카와 남아프리카에 걸쳐 농사를 짓는 반투족과 후원-고객 관계를 형성했지만, 결국 반투족에 의해 대체되거나 반투족으로 흡수되었다.

### 반투족
반투족 또는 아반투족은 아프리카 동부, 남부, 중앙아프리카의 많은 지역에 거주하는 민족 언어 집단이다. 잠비아는 중앙아프리카, 남아프리카, 아프리카 대호수의 교차로에 위치해 있기 때문에, 현대 잠비아인들의 역사는 이 세 지역의 역사이다.
이 세 지역의 많은 역사적 사건들이 동시에 일어났기 때문에 잠비아의 역사는 많은 아프리카 국가의 역사처럼 완벽하게 연대순으로 제시될 수 없다. 현대 잠비아 사람들의 초기 역사는 구술 기록, 고고학, 그리고 대부분 비아프리카인들의 기록에서 추론된다.

## 식민지 시대
1888년 세실 로즈는 중앙아프리카에서 영국의 상업적, 정치적 이해관계를 주도하여 지역 추장들로부터 광물권 양보를 얻어냈다. 같은 해, 현재 잠비아와 짐바브웨인 북로디지아와 남로디지아는 영국의 세력권으로 선언되었다. 처음에 이 지역은 로즈의 영국 남아프리카 회사(BSAC)가 관리했는데, 이 회사는 이 지역에 관심을 보이지 않았고 주로 노동의 원천으로 사용했다.
식민지의 경제에서 가장 중요한 요소는 구리로, 그 발견은 부분적으로 1895년에 중앙아프리카에 주요 구리 광상이 존재한다는 것을 확립한 북방 영토 탐사 회사의 거대한 탐험대를 이끌고 감독한 미국인 정찰원 프레드릭 러셀 번햄에 기인한다. 당시 북로디지아의 카푸강을 따라 번햄은 미국에서 일했던 구리 퇴적물과 많은 유사점을 보았고, 구리 팔찌를 찬 원주민들과 마주쳤다.

## 독립
독립 당시, 상당한 광물 자원에도 불구하고, 잠비아는 중대한 도전에 직면했다. 국내적으로는 정부를 운영할 수 있는 교육을 받은 잠비아인이 거의 없었고, 경제는 주로 외국의 전문 지식에 의존했다. 잠비아의 이웃 나라들은 대부분 여전히 식민지이거나 백인 소수민족 통치하에 있었다.
통일독립당은 75석 중 55석을 얻어 독립 이전 선거에서 승리했다. 잠비아 아프리카 민족회의는 10석을 얻었고, 국민진보당은 백인을 위해 예약된 10석을 모두 차지했다. 케네스 카운다는 총리로 선출되었고, 같은 해에 대통령으로 선출되었다.
카운다는 탄자니아의 줄리어스 니에레레와 비슷한 아프리카 사회주의 사상을 채택했다. 경제 정책은 중앙 계획과 국유화에 중점을 두었고, 일당제 체제가 수립되었다.

## 같이 보기
- 아프리카의 역사
- 케네스 카운다
- 잠비아의 대통령